# 21583 Caropietsch
A 21583 Caropietsch (ideiglenes jelöléssel 1998 SQ108) a Naprendszer kisbolygóövében található aszteroida. A LINEAR projekt keretében fedezték fel 1998. szeptember 26-án.